# Bijan Abdolkarimi
Bijan Abdolkarimi (en persan : بیژن عبدالکریمی), né le 20 août 1963 à Téhéran, est un philosophe iranien et un professeur d'université dont le travail porte sur la pensée heideggerienne.
Il est, depuis 2002, titulaire d'une chaire à l'Université islamique Azad. La même année, Abdolkarimi obtient un doctorat en philosophie de l'Université musulmane d'Aligarh. Il est également titulaire d'une licence de philosophie de l'université de Téhéran,.